# Dynastie Konbaung
1752–1885
Entités précédentes :
- Dynastie Taungû (1752)
- Royaume restauré d'Hanthawaddy (1757)
- Royaume d'Ayutthaya (1767)
- Royaume de Mrauk U (1785)

Entités suivantes :
- Royaume de Thonburi (1767)
- Raj britannique (1885)

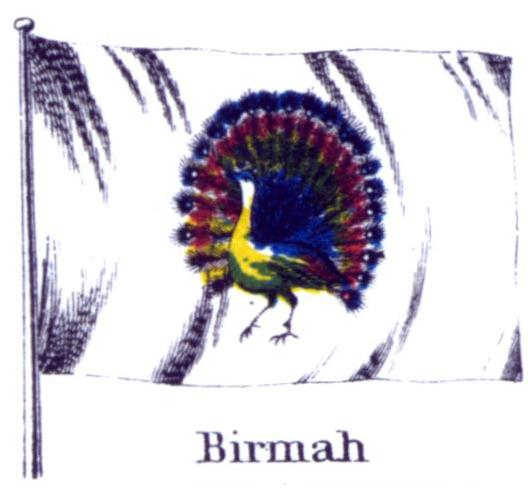
Drapeau du royaume de Birmanie en 1868 (National and Commercial Flags of All Nations, 1868).

La dynastie Konbaung (birman ကုန်းဘောင်ခေတ်), 1752-1885, parfois appelée la dynastie d'Alaungpaya (ou la maison d'Alompra par les colonisateurs britanniques) fut la dernière de la monarchie birmane. Elle fut fondée par Alaungpaya, un chef de village qui avait mené une rébellion contre les Môns, et succéda à la dynastie Taungû (1531-1752).

## Grandeur et déclin
La dynastie Konbaung mena une politique expansionniste, lançant des campagnes contre Manipur, l'Arakan, l'Assam, le royaume môn de Pégou et le royaume thaï d'Ayutthaya, établissant ainsi le troisième empire birman. À travers les guerres et les traités avec la Grande-Bretagne, l'État moderne du Myanmar lui doit ses frontières actuelles.
Le second fils d'Alaungpaya, Hsinbyushin, monta sur le trône après le court règne de son aîné Naungdawgyi (1760-1763). Il poursuivit la politique expansionniste de son père et prit finalement Ayutthaya en 1767, après sept ans de lutte.
Le concept traditionnel de royauté en Asie du Sud-Est, avec son aspiration à la « Monarchie universelle », créant son propre Mandala, ou champ d'influence au sein de l'univers Jambudipa, en même temps que la possession de l'éléphant blanc qui l'autorisait à adopter le titre de Hsinbyushin ou Hsinbyumyashin (Seigneur de/ou des Éléphants blancs), joua un rôle important dans leur comportement. Celui-ci dépendit aussi, de façon plus terre-à-terre, de la menace de raids périodiques et de soutien aux rébellions internes que faisaient peser les royaumes voisins (Môn, Thaï, Shan et Manipur).
Pour défendre son royaume, la dynastie mena quatre guerres successives contre la dynastie chinoise des Qing, qui s'inquiétait de son expansion vers l'est. En 1769, en dépit de sa victoire sur les armées chinoises, le roi Hsinbyushin chercha à conclure avec la Chine un traité de paix et de commerce pour maintenir les échanges entre les deux pays, qui étaient importants pour la dynastie à cette époque. Les Qing acceptèrent d'ouvrir leurs marchés aux produits birmans et le commerce transfrontalier reprit en 1788, après la réconciliation. À partir de cette date, les deux États entretinrent des relations pacifiques et même amicales.
Pour faire face à la menace plus grande encore des États européens, la dynastie Konbaung tenta de moderniser le royaume. Durant cette période, elle laissa les Européens établir des comptoirs dans le delta de l'Irrawaddy. Elle tenta de maintenir son indépendance en jouant de la rivalité des Français et des Britanniques, mais ce fut finalement un échec : les Britanniques rompirent leurs relations diplomatiques en 1811, et les trois guerres anglo-birmanes qui s'ensuivirent (1823, 1852 et 1885) conduisirent à l'annexion du pays par les Britanniques.
En 1837, le frère du roi Bagyidaw, Tharrawaddy Min, s'empara du trône et fit exécuter la reine et son frère, ainsi que le fils unique de Bagyidaw, sa famille et tous les ministres. Il ne fit aucun effort pour améliorer les rapports avec les Britanniques.
Son fils Pagan Min, couronné en 1846, fit tuer plusieurs milliers de ses sujets les plus riches et les plus influents, sous des motifs fallacieux (certaines sources citent le chiffre de 6 000 victimes). Durant son règne, les relations avec les Britanniques se dégradèrent encore, ce qui conduisit à la seconde guerre anglo-birmane et à la perte de la Basse-Birmanie.
Le jeune frère de Pagan, Mindon Min, qui lui succéda, était plus progressiste. Il tenta d'ouvrir son royaume au monde extérieur et organisa le cinquième grand concile bouddhiste à Mandalay en 1871.
Mindon mourut avant d'avoir pu désigner un successeur et Thibaw, un prince cadet, fut placé sur le trône à l'instigation d'une des épouses de Mindon et de sa fille, Supayalat (dans son poème La Route de Mandalay, Rudyard Kipling note que les soldats britanniques la surnommaient « Soup-plate » — littéralement : assiette à soupe). Le roi Thibaw, sous la direction de Supayalat, fit massacrer tous les autres prétendants au trône.
La dynastie disparut en 1885 avec son abdication forcée et l'exil de la famille royale en Inde. L'annexion fut annoncée au parlement britannique comme cadeau de nouvel an pour la reine Victoria le 1er janvier 1886.
Bien que la dynastie Konbaung ait conquis de vastes territoires, son pouvoir effectif était limité à sa capitale et aux plaines de la vallée de l'Irrawaddy. Ses monarques levaient des impôts très lourds et avaient beaucoup de mal à réprimer les rébellions. À diverses reprises, les États shan lui payèrent un tribut, mais contrairement aux Môns, ils ne furent jamais contrôlés directement par les Birmans.

## Société
Durant le règne des Konbaung, la société était centrée autour du roi. Celui-ci avait plusieurs femmes, de rang différent, et les demi-sœurs du roi occupaient les positions les plus importantes. Avec les nombreux enfants des rois, la famille royale était très vaste et se disputait l'influence à la cour. Cela posait aussi des problèmes de succession, qui étaient parfois réglés par des massacres (bien que le sang royal ne pût être répandu : la noyade ou l'étouffement étaient préférés).
Le reste de la société était très hiérarchisée. Sous la famille royale, on trouvait la noblesse, chargée du gouvernement, de la conduite des armées et de l'administration régionale. La dynastie tenait des registres précis des lignages de la noblesse birmane, rédigé sur des feuilles de latanier, ou peisa (ils furent brûlés par les soldats britanniques). Au niveau local, les myothugyi, élites héréditaires, administraient les villes du royaume. Les prisonniers des campagnes militaires, qui étaient des milliers, étaient ramenés en Birmanie et installés comme serviteurs héréditaires de la monarchie ou de la noblesse, ou attribués aux pagodes ou aux temples. Ces captifs apportaient de nouveaux savoirs à la société et enrichissaient la culture birmane. Ils étaient encouragés à se marier dans la communauté où ils se trouvaient, ce qui enrichissait aussi le pool génétique. Les captifs de Manipur formaient la cavalerie appelée Kathè myindat (chevaux de Cassay) ainsi que Kathè a hmyauk tat (artillerie de Cassay) de l'armée birmane.
Hormis les positions héréditaires, il existait deux moyens principaux d'obtenir de l'influence : entrer dans l'armée (min hmu-daan) et entrer dans le Sangha en devenant moine. Une petite communauté d'étrangers, professeurs, missionnaires et marchands, était aussi présente. Les Européens étaient représentés par des mercenaires et aventuriers, qui offraient leurs services depuis l'arrivée des Portugais au XVIe siècle, et quelques Européennes furent dames d'honneur de la reine Supayalat à Mandalay ; un missionnaire créa une école où allèrent plusieurs fils du Mindon (dont le dernier roi Thibaw Min) et un Arménien fut ministre à Amarapura.

## Réformes
Conscient du besoin de modernisation, les monarques Konbaung essayèrent de mettre en place diverses réformes, avec un succès limité. Le roi Mindon, avec son frère le prince royal Ka Naung, établit des manufactures d'État pour produire des armes modernes et d'autres produits. Ces manufactures se révélèrent finalement plus coûteuses qu'efficaces pour repousser l'invasion étrangère.
Mindon essaya aussi de réduire la pression fiscale en réduisant le lourd impôt sur le revenu et en créant une taxe foncière, ainsi que des droits sur les importations. Cette politique eut malheureusement l'effet inverse de celui escompté : les élites locales, insuffisamment contrôlées par un pouvoir central faible, utilisèrent la possibilité de lever de nouveaux impôts sans diminuer les anciens. Les droits de douane eurent en outre un effet décourageant sur le commerce.

## Capitales
Sous la dynastie Konbaung, la capitale changea plusieurs fois pour des raisons religieuses, politiques ou stratégiques. Au cours de ces changements, l'ensemble des palais était démonté et transporté à dos d'éléphants sur le site choisi. Les cinq capitales (Naypyidaw) furent :
- 1752-1760 : Shwebo
- 1760-1764 : Sagaing
- 1764-1783 : Ava (Innwa)
- 1783-1823 : Amarapura
- 1823-1841 : à nouveau Ava
- 1841-1860 : à nouveau Amarapura
- 1860-1885 : Mandalay

## Liste des monarques
Les monarques de la dynastie Konbaung portaient le titre de Min, ou Roi.
| No | Titre                  | Signification littérale            | parenté                      | Règne     | Notes |
| -- | ---------------------- | ---------------------------------- | ---------------------------- | --------- | --- |
| 1  | Alaungpaya             | Futur Roi-Bouddha                  | chef de village              | 1752-1760 | fondateur de la dynastie et du 3e Empire birman ; envahit Ayutthaya                                                                                            |
| 2  | Naungdawgyi            | Frère Aîné Royal                   | fils                         | 1760-1763 | envahit Ayutthaya avec son père |
| 3  | Hsinbyushin            | Seigneur de l'Éléphant blanc       | frère                        | 1763-1776 | prit et dévasta Ayutthaya, envahit Chiang Mai et le Laos, envahit Manipur, repoussa 4 invasions chinoises (1765-1769)                                          |
| 4  | Singu Min*             | Roi Singu                          | fils                         | 1776-1782 | perdit le Lanna |
| 5  | Phaungkaza Maung Maung | Frère cadet (Seigneur de Phaungka) | cousin (fils de Naungdawgyi) | 1782      | le règne le plus court : une semaine |
| 6  | Bodawpaya              | Seigneur Grand-père Royal          | oncle (fils d'Alaungpaya)    | 1782-1819 | annexa l'Arakan, attaqua Ayutthaya |
| 7  | Bagyidaw               | Oncle Royal Aîné                   | petit-fils                   | 1819-1837 | participa à la 2e expédition de son grand-père contre Ayutthaya, envahit l'Assam et Manipur, fut vaincu lors de la première guerre anglo-birmane               |
| 8  | Tharrawaddy Min*       | Roi Tharrawaddy                    | frère                        | 1837-1846 | rejeta le traité de Yandabo |
| 9  | Pagan Min*             | Roi Pagan                          | fils                         | 1846-1853 | renversé par Mindon après sa défaite dans la deuxième guerre anglo-birmane                                                                                     |
| 10 | Mindon Min*            | Roi Mindon                         | demi-frère                   | 1853-1878 | conclut la paix avec les Britanniques, échappa de justesse à une révolution de palais menée par deux de ses fils (son frère, le prince royal Ka Naung fut tué) |
| 11 | Thibaw Min*            | Roi Thibaw                         | fils                         | 1878-1885 | dernier roi de Birmanie, contraint à l'abdication et à l'exil en Inde après sa défaite lors de la troisième guerre anglo-birmane                               |

*Ces rois prirent pour titres le nom des villes dont ils avaient été nommés princes royaux. Naungdawgyi était le frère aîné de Hsinbyushin, Bodawpaya le grand-père de Bagyidaw, lui-même oncle de Mindon. La postérité les connaît sous ces noms posthumes, bien que leurs titres réels fussent autres.

## Sous le regard occidental (1795)
Le diplomate Michael Symes manifesta une prescience remarquable lorsqu'il donna son impression dans la préface de son livre An Account of an Embassy to the Kingdom of Ava, sent by the Governor-General of India, in the year 1795 (récit d'une ambassade au royaume d'Ava, envoyé par le Gouverneur-Général de l'Inde en 1795) :
« Les Birmans, sous leur présent monarque (Bodawpaya), sont indubitablement une puissance rapidement montante parmi les nations d'Orient ; et il faut espérer qu'un long répit dans les guerres étrangères leur donne le loisir d'améliorer leurs qualités naturelles. Le savoir croît grâce au commerce, et comme ils ne sont entravés par aucun préjugé de caste, hormis leurs fonctions héréditaires, ni empêchés de se lier aux étrangers par des liens sociaux, leur progrès sera, selon toute probabilité, rapide. Pour le moment, loin de croupir dans les ténèbres intellectuelles, même s'ils n'ont pas exploré les profondeurs de la science ou atteint l'excellence en arts décoratifs, ils peuvent indéniablement prétendre au statut de peuple civilisé, et bien instruit. Leurs lois sont sages et pleines de morale honnête, leur police est mieux organisée que dans bien des pays d'Europe ; leur disposition naturelle est amicale et hospitalière aux étrangers ; et leurs manières traduisent plutôt une franchise virile qu'une courtoise dissimulation : les hiérarchies et le respect dû aux situations sont maintenus avec un scrupule qui ne se relâche jamais.
La connaissance de l'alphabet est si largement diffusé qu'il n'y a pas un technicien, peu de paysans ou même de pêcheur (habituellement la classe la moins lettrée) qui ne puisse lire et écrire en langue vulgaire. Peu, néanmoins, sont versés dans les ouvrages plus savants, qui contiennent beaucoup de termes sanskrit et sont souvent écrits en pâli, ce qui les met (comme les Shasters Hindous) au-delà de la compréhension de la multitude ; mais le système féodal, qui chérit l'ignorance et rend l'homme propriété de l'homme, fonctionne encore comme un obstacle à la civilisation et au progrès. C'est une barrière qui s'affaiblit progressivement, à mesure que s'étend leur connaissance des coutumes et des manières des autres nations ; et à moins que la rage de la discorde soit à nouveau excitée, ou que quelque puissance extérieure leur impose un système étranger, les Birmans peuvent espérer devenir un peuple prospère, riche et éclairé. »